# Santiago Manuin Valera
Santiago Manuin Valera (Nieva, Amazonas, 25 de julio de 1956-Chiclayo, 1 de julio de 2020) fue un dirigente indígena y activista por los derechos humanos de la selva del Perú perteneciente a la etnia awajún. Dedicó su vida a la protección de la naturaleza amazónica y a la promoción del desarrollo de las comunidades indígenas que habitan en ella.
Fue presidente del Comité de lucha por el Respeto a los Pueblos Indígenas de la Provincia de Condorcanqui - Amazonas y también del Consejo Aguaruna Huambisa (CAH), la principal organización del Alto Marañón que comprende el territorio comprendido por los ríos Chiriaco, Cenepa, Marañón, Nieva, Domingusa y Santiago. Fue jefe de los Apus de las cinco cuencas de Santa María de Nieva y fundador del Centro Social Jesuita SAIPE.
Durante su dirigencia, los awajún lucharon contra el Movimiento Revolucionario Túpac Amaru (MRTA) en territorio indígena, también consiguieron erradicar todos los cultivos de coca y amapola del territorio para evitar las terribles experiencias que los ashánincas tuvieron con Sendero Luminoso (PCP-SL).

## Formación
Estudió una maestría de derechos humanos en la Universidad de Deusto en España apoyado por un fondo del Gobierno Vasco para líderes indígenas. También realizó un curso de Altos Estudios en Derechos Humanos en la Organización de Naciones Unidas en Ginebra.

## Atentado en la Curva del Diablo - Bagua
Durante la crisis motivada por el desarrollo de la denominada Ley de la Selva en el Perú —Crisis política en Perú de 2009— en el lugar denominado la Curva del Diablo en Bagua. La Policía Nacional del Perú a través de las fuerzas especiales (DINOES), intervino violentamente para desalojar a los indígenas concentrados en este lugar. En el enfrentamiento, mientras trataba de frenar la violencia, Santiago Manuin recibió ocho disparos de fusil AKM quedando gravemente herido. Frente a la fuerza utilizada por las fuerzas del orden y la persecución acusada por varios dirigentes indígenas la Asociación Pro Derechos Humanos (APRODEH) inició la campaña internacional Justicia para Santiago Manuin. Publicando una carta abierta al presidente Alan García Pérez en la que exigía el inicio de investigaciones por el atentado contra la vida de Santiago Manuin Valera y la sanción a los responsables materiales e intelectuales así como también una reparación económica, un peritaje médico independiente y que el Estado garantizase su integridad y recuperación total, asumiendo los costos derivados de la atención médica por los daños ocasionados. Por último la carta demandaba el cese del hostigamiento judicial contra Santiago Manuin, así como hacia otros dirigentes sociales. A pesar de su delicado estado de salud el Juez del Primer Juzgado Penal de Utcubamba, Francisco Miranda Caramutti, ordenó la búsqueda, ubicación, captura y conducción —Oficio n.º 0610-09-1— de Santiago Manuin, acusándolo de homicidio calificado.
El Observatorio para la Protección de los Defensores de Derechos Humanos, programa conjunto de la Organización Mundial Contra la Tortura (OMCT) y de la Federación Internacional por los Derechos Humanos (FIDH), solicitó la intervención urgente ante esta situación en el Perú.
En 2014, a raíz de la falta de intérpretes indígenas en la Corte Superior de Justicia de Amazonas, Manuin y Wrays Pérez —presidente del Gobierno Territorial Autónomo de la Nación Wampís—  presentaron una demanda. A junio de 2020 la demanda se encuentra pendiente.

## Fallecimiento
El 29 de junio de 2020 fue ingresado en el Hospital Luis Heysen Incháustegui en Chiclayo en la región Lambayeque donde dio negativo en las pruebas de COVID-19 y tras empeorar su estado de salud, fue derivado al Hospital de Bagua (Amazonas) donde dio positivo en las pruebas por coronavirus. Posterior a ello fue trasladado al Hospital Luis Heysen Incháustegui, donde falleció el 1 de julio a los sesenta y tres años. Su cuerpo fue llevado a Santa María de Nieva, donde tras un homenaje en la plaza de la ciudad por los pobladores y autoridades, fue enterrado en el patio de su propio hogar.

## Reconocimientos
En diferentes medios de comunicación, a lo largo de varios años, se ha mencionado que Manuin recibió el Premio Reina Sofía de 1994 —premio de poesía—, ese año el premio fue concedido a Jõao Cabral de Melo Neto, poeta brasileño.

### Premios
- 2014, Premio Nacional de Derechos Humanos Ángel Escobar Jurado, por toda una vida de servicio a favor de los pueblos amazónicos y la protección de la Amazonía.[13][16]